# تیمو مانتیساری
تیمو مانتیساری (انگلیسی: Teemu Mäntysaari؛ زادهٔ ۷ ژانویهٔ ۱۹۸۷) گیتاریست فنلاندی است. وی از سال ۲۰۰۴ میلادی تاکنون مشغول فعالیت بوده است و برای نوازندگی در گروه‌های متال از جمله مگادث شناخته شده است.